# Bågnäbbsakialoa
Bågnäbbsakialoa (Akialoa upupirostris) är en förhistorisk utdöd fågel i familjen finkar inom ordningen tättingar.

## Beskrivning
Bågnäbbsakialoans vetenskapliga namn upupirostris kommer av upupa (härfågel på latin) och rostrum (näbb) och syftar på fågelns skärformade näbb som liknar en härfågels. Denna art var något större än övriga arter i släktet. Tungan var kort, vilket tyder på att den inte livnärde sig på nektar som sina närmaste släktingar.

## Förekomst och utdöende
Bågnäbbsakialoan är endast känd från subfossila lämningar funna på öarna Kauai och Oahu i Hawaiiöarna. En liknande men mindre fågel har hittats på grannön Maui men har ännu inte beskrivits vetenskapligt. Arten dog troligen ut innan européerna kom till ögruppen 1778. Benlämningarna har endast hittats i kustnära områden, vilket gör det troligt att den fallit offer för polynesiernas omvandling av levnadsmiljön som var mycket mer omfattande i lågländer.

## Familjetillhörighet
Arten tillhör en grupp med fåglar som kallas hawaiifinkar. Länge behandlades de som en egen familj. Genetiska studier visar dock att de trots ibland mycket avvikande utseende är en del av familjen finkar, närmast släkt med rosenfinkarna. Arternas ibland avvikande morfologi är en anpassning till olika ekologiska nischer i Hawaiiöarna, där andra småfåglar i stort sett saknas helt.